# バニー・ブルネル
バニー・ブルネル（Bunny Brunel、1950年3月2日 - ）は、フランス生まれのアメリカ人で、グラミー賞に2度ノミネートされたベース奏者である。チック・コリア、ハービー・ハンコック、ウェイン・ショーターなど、さまざまなジャズ・ミュージシャンと演奏している。フュージョン・バンドであるキャブの創設メンバーを務め、楽器のデザインや、映画やテレビのスコアにも携わっている。

## ディスコグラフィ

### ソロ・アルバム
- 『タッチ』 - Touch (1979年)
- 『アイヴァンホー』 - Ivanhoe (1981年)
- 『モーメンタム』 - Momentum (1989年)
- 『デディケーション』 - Dedication (1992年) ※with マイク・スターン、ビリー・チャイルズ、ヴィニー・カリウタ
- 『フォー・ユー・トゥ・プレイ』 - For You to Play (1994年)
- LA Zoo (1998年)
- Cafe Au Lait (2004年)
- Invent your future (2015年)
- Bass Ball (2017年)

### キャブ
- 『キャブ』 -  CAB (2000年)
- 『キャブ2』 - CAB 2 (2001年)
- 『キャブ4』 - CAB 4 (2003年)
- CAB Live At The Baked Potato (2006年)
- Theatre de Marionnettes (2009年)
- Live on Sunset (2011年)

### その他
Pomeroy
- Cocoon Club (2001年)

ディディエ・ロックウッド
- Lockwood (1975年)

チック・コリア
- 『シークレット・エージェント』 - Secret Agent (1978年) Grammy Nomination
- 『タップ・ステップ』 - Tap Step (1979年)

ミッシェル・ポルナレフ
- Ze Tour (2007年)

渡辺香津美
- 『キロワット』 - Kilowatt (1989年)

パトリック・モラーツ
- Change of Space (2009年) ※ベース (トラック1、2、7、8、9)、ボーカル (トラック1)[4]